# Gesneria cumanensis
Gesneria cumanensis är en tvåhjärtbladig växtart som först beskrevs av Johannes von Hanstein, och fick sitt nu gällande namn av Carl Ernst Otto Kuntze. Gesneria cumanensis ingår i släktet Gesneria och familjen Gesneriaceae. Inga underarter finns listade i Catalogue of Life.